# Elaine Bennett
Elaine Bennett (* 1. Januar 1951; † 26. Mai 1995 in Monterey, Kalifornien) war eine US-amerikanische Wirtschaftswissenschaftlerin. Schwerpunkt ihrer Arbeit waren Methoden zur Förderung vorteilhafter Ergebnisse in Verhandlungssituationen mit mehr als zwei Teilnehmern.

## Leben
Elaine Bennett machte 1972 einen Bachelor in Physik an der University of Florida und 1973 einen MBA in Wirtschaftswissenschaften an der Florida Atlantic University. 1980 promovierte sie bei Stanley Reiter an der Northwestern University. Während ihres Studiums spezialisierte sich Bennett auf Spieltheorie und Mechanismen zur kollektiven Entscheidungsfindung.
Bennett lehrte an der State University of New York in Buffalo, an der University of Kansas, an der Virgina Tech und an der Virginia State University. Im Jahr 1994 erhielt sie einen Ruf an die University of California, Los Angeles.
1998 richtete das Committee on the Status of Women in the Economic Profession (CSWEP) der American Economic Association den Elaine-Bennett-Forschungspreis ein, mit dem Frauen unter vierzig Jahren für herausragende Beiträge in der Wirtschaftsforschung ausgezeichnet werden.